# 鲁磨路
鲁磨路是中国湖北省武汉市洪山区的一条城市二级干道，南起光谷广场（俗称鲁巷口），向北通过南望山和喻家山之间的山口，在与团山路和植物园路交汇处的十字路口折向西北，在磨山南麓，东湖东岸与东湖东路相接。沿途与喻家山北路交汇。鲁磨路建于1962年，最初没有路名。1972年以其起鲁巷口，止磨山南麓 ，故名。是关山地区至磨山的主要通道。全长6公里，路宽30米，双向4车道。道路沿线有国光大厦，中国地质大学，武汉工贸职业学院，东湖樱花园等。
为了缓解武珞路—珞喻路的交通压力，2009年9月开工建设八一路延长线，延长线西起八一路湖北省环保厅大门以东，跨越武汉东湖，止于鲁磨路与喻家山北路相汇处，2012年8月22日正式建成通车。